# 2020 год в боксе
2020 год в боксе.

## Любительский бокс

### Олимпийские игры
Из-за коронавирусной пандемии COVID-19, и из-за жёсткого коронавирусного карантина, сами XXXII Летние Олимпийские игры 2020 в Токио (Япония) были перенесены на следующий 2021 год, но успели пройти некоторые Квалификационные соревнования к Олимпийским играм 2020 года:
| Соревнование                              | Период                                                   | Место проведения                      |
| ----------------------------------------- | -------------------------------------------------------- | ------------------------------------- |
| Олимпийская квалификация — Африка         | 20 — 29 февраля 2020                                     | Дакар, Сенегал                        |
| Олимпийская квалификация — Азия и Океания | 3 — 11 марта 2020                                        | Амман, Иордания                       |
| Олимпийская квалификация — Европа         | 14 — 16 марта 2020 (1-3 день) 4 — 8 июня 2021 (4-8 день) | Лондон, Великобритания Париж, Франция |
| Олимпийская квалификация — Америка        | 6 — 13 мая 2021 Отменена                                 | Буэнос-Айрес, Аргентина               |
| Мировая квалификация                      | Отменена                                                 | Париж, Франция                        |

## Профессиональный бокс

### Тяжёлый вес
- 22 февраля в бою-реванше  Тайсон Фьюри победил TKO 7  Деонтея Уайлдера и завоевал титул чемпиона мира по версиям WBC и The Ring.
- 22 февраля  Чарльз Мартин победил TKO 6  Джеральда Вашингтона и стал официальным претендентом на титул чемпиона мира по версии IBF.
- 7 марта  Роберт Хелениус победил TKO 4  Адама Ковнацкого и стал официальным претендентом на титул чемпиона мира по версии WBA.

- 22 августа состоялся бой между  Диллианом Уайтом и  Александром Поветкиным за титулы временного чемпиона мира по версии WBC.
- 31 октября  Александр Усик победил UD 12  Дерека Чисору единогласным решением судей, завоевав титул чемпиона по версии WBO Inter-Continental (1-я защита Чисоры).
- 12 декабря  Энтони Джошуа досрочно победил KO 9  Кубрата Пулева защитив титул чемпиона мира по версиям WBA Super, WBO, IBF и IBO (1-я защита Джошуа).

### Первый тяжёлый вес

#### World Boxing Super Series 2
В марте пройдёт финальный поединок второго сезона Всемирной боксёрской супер серии.
- в июле состоится финальный объединительный бой между  Майрисом Бриедисом и  Юниером Дортикосом за титул чемпиона мира по версиям IBF и WBC Diamond, и за победу в турнире WBSS 2.

### Второй средний вес
- 8 августа  Дэвид Моррель победил UD  Леннокса Аллена[англ.] и завоевал вакантный титул временного чемпиона мира по версии WBA.

### Полусредний вес
- 14 ноября  Теренс Кроуфорд победил TKO 4  Келла Брука и защитил титул чемпиона мира по версии WBO.

### Лёгкий вес
- 17 октября состоится бой между  Василием Ломаченко и  Теофимо Лопесом за титул чемпиона мира по версиям WBA Super, WBO и IBF.

### Второй полулёгкий (первый лёгкий) вес
- 18 января  Крис Колберт победил UD  Хесреэля Корралеса и завоевал титул временного чемпиона мира по версии WBA.
- 5 сентября  Джамель Херринг победил DQ 8  Джонатана Окендо[англ.] и защитил титул чемпиона мира по версии WBO.

### Второй наилегчайший вес
- 29 февраля  Роман Гонсалес победил TKO 9  Халида Яфайя и завоевал титул чемпиона мира по версии WBA.
- 23 июня  Джошуа Франко[англ.] победил UD  Эндрю Молони[англ.] и завоевал титул чемпиона мира по версии WBA.

## PPV шоу
Список боксёрских мероприятий прошедших по системе платных трансляций.

### США
| № | Дата       | Место проведения                               | Главный поединок и основной андеркарт | Телеканал | Количество покупок ppv  | доходы с ppv | доходы с билетов |
| 1 | 22 февраля | MGM Grand Garden Arena, Лас-Вегас, Невада, США | Деонтей Уайлдер— Тайсон Фьюри         |           | (60$ за SD., 70$ за HD) |              |                  |

### Великобритания
| № | Дата | Место проведения | Главный поединок и основной андеркарт | Телеканал | Количество покупок ppv | доходы с ppv | доходы с билетов |

## Рекорды и значимые события

### Награды
- Боксёр года —
- Бой года —
- Нокаут года —
- Апсет года —
- Возвращение года —
- Событие года —
- Раунд года —
- Проспект года —

### Умершие
- 1 января на 61 году жизни умер пуэрто-риканский боксёр-профессионал, чемпион мира по боксу в первом тяжёлом весе по версии WBC (1980—1982, 1983—1985, 1986—1988, 1989—1990) — Карлос Де Леон[4].
- 18 января на 68 году жизни умер южноафриканский боксёр, чемпион мира в наилегчайшем весе по версии WBA (1980—1981) — Питер Матебула[5].
- 17 марта на 59 году жизни умер американский боксёр-профессионал, чемпион мира во 2-м полулёгком (версия WBA, 1983—1984) и 1-м полусреднем весе (версия WBC, 1987—1989) — Роджер Мейвезер[6].
- 3 июня на 62 году жизни умер советский боксёр, чемпион СССР, победитель Игр доброй воли в Москве (1986) — Александр Островский[7].
- 4 июня на 92 году жизни умер американский боксёр, чемпион летних Олимпийских игр в Мельбурне (1956) — Пит Радемахер[8].
- 29 декабря в возрасте 95 лет умер американский боксёр, выступающий в среднем весе, Джузеппе ЛаМотта, более известный как Джейк ЛаМотта[9].